# Klotildliget megállóhely
A Klotildliget megállóhely vasúti megállóhely a Pest vármegyei Piliscsaba közigazgatási területén, melyet a Magyar Államvasutak Zrt. (MÁV) üzemeltet a Budapest–Esztergom-vasútvonalon.  Korábbi elnevezése: Piliscsaba alsó megállóhely A megállóhely főleg a kisváros klotildligeti településrészén élőket, valamint a központtól keletre fekvő, újabb beépítésű utcák és az egykori szovjet laktanya tiszti lakóházainak átalakításával létesített lakótelep lakóit szolgálja ki.
Áthaladó vasútvonalak:
- Budapest–Esztergom-vasútvonal (2)

## Leírása
A megállóhely enyhén íves, egyvágányú pályaszakaszon létesült, a 2012-2013 közti felújításig személypénztár, váróhelyiség és büfé is üzemelt itt, utastájékoztató berendezés azonban nem működött, és mellékhelyiség is csak a büfé területén volt elérhető. A felújítás óta csak az utastájékoztató rendszer működik, az épület zárva van. A megállóhely több turistaútvonal (piros kereszt turistajelzés) kiindulópontja a Pilis közeli hegyei irányába.

## Forgalom
| Járat | Útvonal | Gyakoriság                                                  |
| ----- | --- | ----------------------------------------------------------- |
| S72   | Budapest-Nyugati – Rákosrendező – Angyalföld – Újpest – Aquincum – Óbuda – Aranyvölgy – Üröm – Solymár – Szélhegy – Vörösvárbánya – Pilisvörösvár – Szabadságliget – Klotildliget – Piliscsaba – Magdolnavölgy – Pilisjászfalu – Piliscsév – Leányvár – Dorog – Esztergom-Kertváros – Esztergom | Hajnalban 30 percenként, késő este óránként                 |
| S72   | Budapest-Nyugati – (Rákosrendező →) Angyalföld – Újpest – Aquincum – Óbuda – Aranyvölgy – Üröm – Solymár – Szélhegy – Vörösvárbánya – Pilisvörösvár – Szabadságliget – Klotildliget – Piliscsaba                                                                                                | Munkanapokon reggel 3 Budapest felé, este 2 Piliscsaba felé |
| S76   | Rákos – Újpalota – Angyalföld – Újpest – Aquincum – (Óbuda) – Aranyvölgy – (Üröm) – Solymár – Szélhegy – Vörösvárbánya – Pilisvörösvár – Szabadságliget – Klotildliget – Piliscsaba | Munkanapokon félóránként, hétvégén óránként                 |